# 巴拉克拉瓦头套

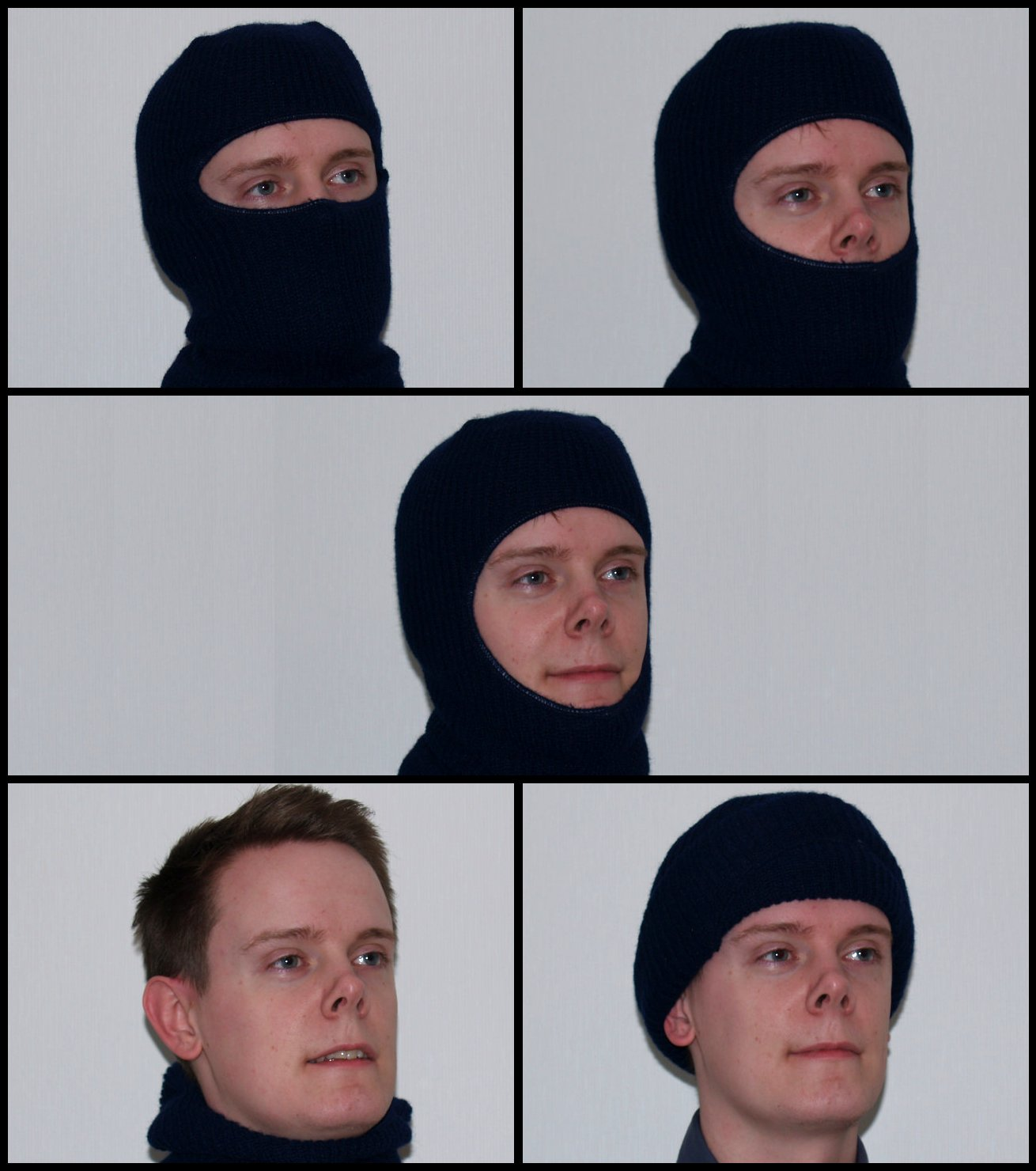
巴拉克拉瓦头套的各种戴法

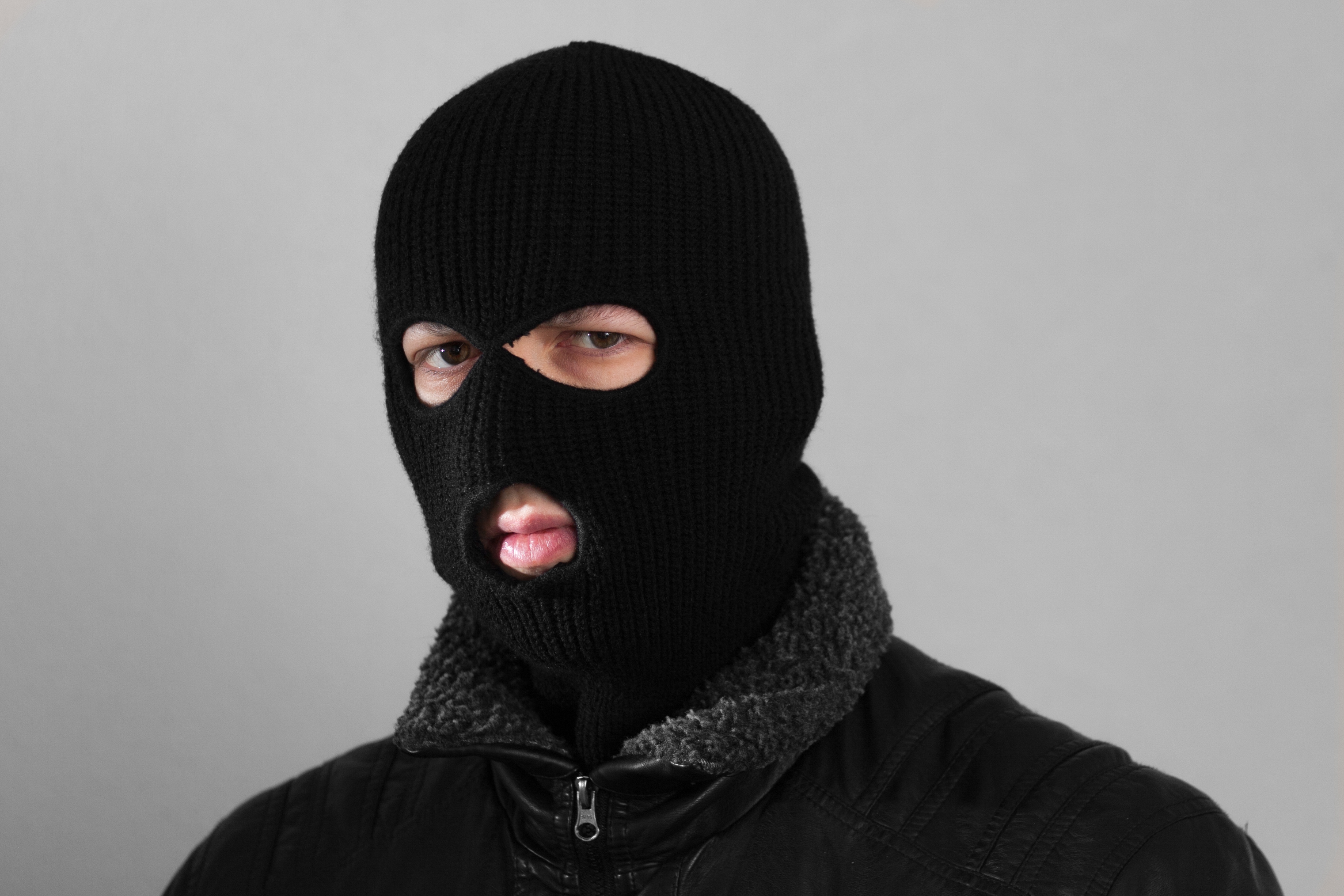
棱纹针织三孔巴拉克拉瓦头套

巴拉克拉瓦（Balaclava，/ˌbæləˈklɑːvə/）头套是一种衣物，戴在头上仅暴露出脸的一部分。该词汇来源是1854年的克里米亞战争中的巴拉克拉瓦战役，围攻塞瓦斯托波尔的英国骑兵配戴这种头套以应对寒冷的海风。

## 概要
传统上用羊毛编织而成。现代材质可以选用各种材料，如蚕丝、棉、聚合物、抓绒等。广泛用于户外体育活动。如滑雪、雪板滑雪、雪地摩托、自行车、赛车等，以保持脸部的温暖。消防员佩戴防火阻燃芳纶材质的面罩保护面部。电工通常戴抗弧闪的PPE材质面罩。军用版本也称作头盔衬里（helmet liner）。
警察及軍隊特别是执行反恐、反黑社会有组织犯罪的抓捕、搜查任务时，戴巴拉克拉瓦头套既防护了面部不被高温、闪光弹伤害；又能隐蔽其面貌特征，事后免遭报复。此外，面罩遮蔽了表情，不给受众从中分析、捕捉到佩戴者的情绪变化的可乘之机。俄罗斯的执法人员戴各自的面罩执行特勤任务，被媒体称为“面罩秀”。
2014年克里米亞危机中出现在该地的穿野战服、戴面罩、没有识别标记的部队，被称之为小绿人。 
巴拉克拉瓦头套也被用于非法活动，如街头犯罪、搶劫、非法游行、非法占据。
2012年，法国通过法律禁止民众在公共场合遮蔽面部，被認為是針對穆斯林。此為「法國禁蒙面事件」。